# クワメ・エンクルマ
- クワメ・ンクルマ[1]

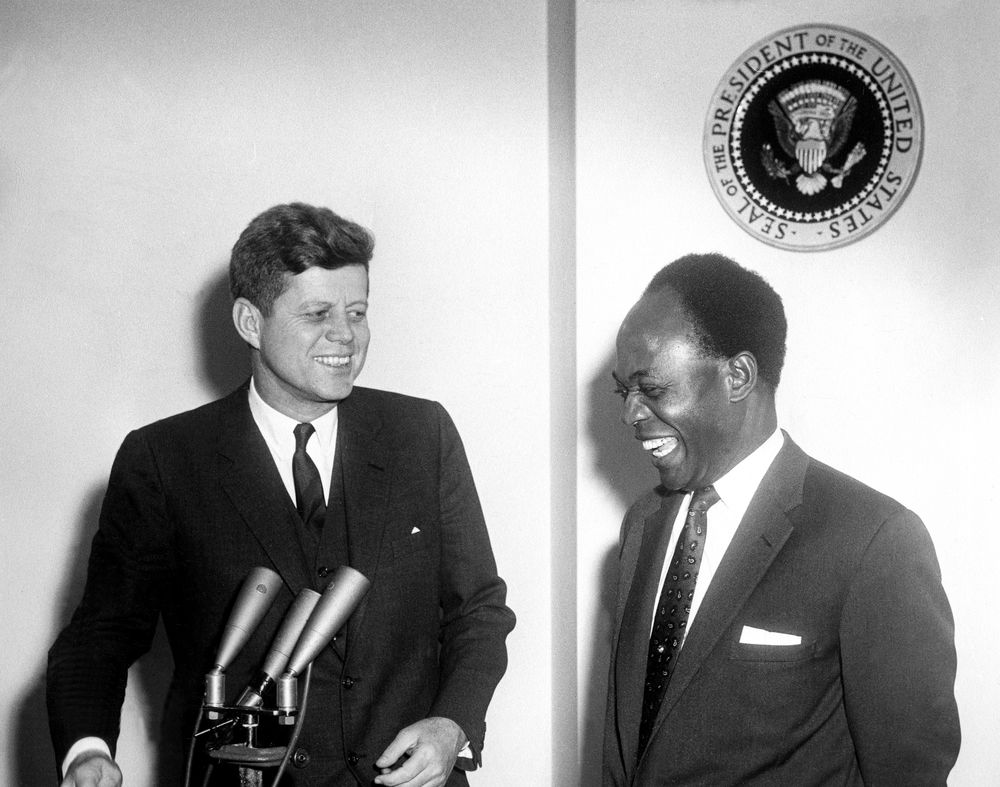
ジョン・F・ケネディ大統領とエンクルマ（1963年3月）

ソ連で発行されたエンクルマの肖像切手（1989年）

フランシス・クワメ・エンクルマ（英: Francis Kwame Nkrumah、1909年9月21日 - 1972年4月27日）は、政治家。ガーナ初代大統領。ガーナの独立運動を指揮し、ガーナとギニアから成るアフリカ諸国連合を樹立してアフリカの独立運動の父といわれる。アフリカ統一機構第3代議長。「エンクルマ」は語頭で「ン」を発音することができない英語から入ってきた読み方。日本語ではすでにアフリカ専門家の書籍や事典などではンクルマと表記されることが多い（例『アフリカを知る事典』平凡社 2010）。

## 前半生
エンクルマは1909年9月21日、イギリス領の植民地ゴールド・コーストの西部海岸にあるンクロフルにて、アカン人のサブグループであるンズイマ人（ンゼマ人）の鍛冶屋の家に生まれる。ガーナ南部のアカン人のあいだでは生まれた曜日と性別によって自動的に名前が決まるため、土曜日に生まれた男児である彼にはクワメの名がつけられた。1927年に首都アクラのアチモタ・スクールに入学し、1930年に卒業後、エルミナのローマ・カトリックの小神学校の教師となり、1年後にはアクシムのカトリックの学校で教鞭をとり、さらに2年後には近郊のアミサノで神学校教師となった。
幼少より成績優秀だったため、1935年、親族に借金してセコンディ・タコラディ港からアメリカ合衆国に渡り、リンカーン大学に入学した。1935年、イタリアのエチオピア侵攻を聞いて激怒し、植民地制度の打倒を志す。奨学金を取りながら苦学し、1942年、ペンシルベニア大学大学院にて教育学の修士号を、翌年には哲学の修士号を取得。この間、アメリカやカナダに滞在するアフリカ人留学生の組織化につとめた。このころ、マーカス・ガーベイやC・L・R・ジェームズ、W・E・B・デュボイスの思想に影響を受け、パン・アフリカ主義の立場をとるようになった。
1945年5月にはイギリスに渡り、ロンドンで西アフリカ学生同盟の副会長に就任して、宗主国で優遇されるアフリカ出身のエリートの説得に奔走した。同年、マンチェスターで開かれた第五回パン・アフリカ会議ではのちに盟友となるジョージ・パドモアと共に書記を務めた。この会議にはエンクルマのほか、ケニアのジョモ・ケニヤッタ、マラウイのヘイスティングズ・カムズ・バンダ、ナイジェリアのオバフェミ・アウォロウォなどアフリカ大陸の独立指導者が多く参加し、これまでの欧米在住の黒人にかわってアフリカ大陸出身者がパンアフリカニズムの中心となるきっかけとなった。また、この時に国際会議事務局が設置され、エンクルマとパドモアが書記に、ケニヤッタが書記補に就任した。

## 独立運動
第二次世界大戦後、エンクルマの故国である英領ゴールドコーストでは自治権要求運動がさかんになった。そんな中、1947年に植民地エリートや伝統首長を中心に連合ゴールドコースト会議が結成されると、結成メンバーの一人でアメリカ時代のエンクルマの同志であった弁護士アコ=アジェイがエンクルマを招請した。同年12月エンクルマは帰国し、連合ゴールドコースト会議の事務局長に就任した。
1948年1月、おりからの物価高騰などにより不満を爆発させた市民が首都アクラでヨーロッパ商品の不買運動を始め、2月には暴動に発展した。この暴動は連合ゴールドコースト会議が起こしたものではなかったが、植民地当局は同党が煽動をおこなったとして、党の首脳部6人（エンクルマ、エマニュエル・オベツェビ＝ランプティ、J.B.ダンカ、エドワード・アクフォ＝アド、ウィリアム・オフォリ＝アタ、エベネゼル・アコ=アジェイ）の6人を逮捕した。しかしこれにより同党の人気はさらに高まった。
これに驚いた宗主国イギリスは調査団をゴールドコーストに派遣し、調査団は自治の拡大とアフリカ人主体の立法評議会の設置を提言した。この提言に対しもともと富裕層中心で穏健だった連合ゴールドコースト会議は賛成したが、エンクルマは即時自治の要求を掲げて党首脳部と対立し、1949年にはエンクルマは脱党して新党である会議人民党を結成し、ストライキやボイコットといった強硬な政策を中心とした「ポジティブ・アクション」を打ち出した。これにより会議人民党は下層住民の支持を受け、党勢は急速に拡大。1950年1月には即時自治を求めてデモを行い、デモ隊と警官隊が衝突した。この責任を問われ逮捕されるが、調査団の提言を元に制定された1951年憲法のもとでおこなわれた1951年2月の選挙で改選38議席中34議席を占める大勝利で会議人民党は第一党となり、獄中から立候補していたエンクルマも当選し、釈放された。会議人民党が議会の多数を占めたため、チャールズ・アーデン・クラーク総督はエンクルマに組閣を命じ、エンクルマは政府事務主席の座に就いた。
政府事務主席の座に就くと、エンクルマは交渉による平和的な方法でのイギリスからの独立に方針を転換した。1952年には政府事務主席を首相と改称し、初代英領ゴールド・コースト首相となる。1954年には新憲法を制定して国内の自治をイギリスに認めさせ、同年新憲法下でおこなわれた選挙においても会議人民党は104議席中72議席を獲得して圧勝。独立はこれによりほぼ既定路線となった。
しかし、中央集権的な政権を目指すエンクルマに対し、旧来の大王国を持ち経済的にもゴールドコーストで最も豊かなアシャンティ地方が反発。暴動が勃発し、英国政府は独立の前に総選挙をおこなって民意を確定することを求めた。1956年に行われた選挙で、ダンカやコフィ・ブシアが率いる旧アシャンティ王国を地盤とする国民解放運動はアシャンティ以外で議席を伸ばせず、会議人民党政権は信任を受けた形となった。同年、国連信託統治領トーゴランドの帰属を確認する住民投票が行われ、北部ではゴールドコーストへの統合、エウェ人の多い南部ではフランス領トーゴとの統合を求める票が多かったが、全体としてはゴールドコーストとの統合票が過半数となり、国連信託統治領トーゴランドは英領ゴールドコーストへと統合された。
そして、1957年にゴールドコーストはイギリス領トーゴランドと共にイギリスより英連邦王国内の立憲君主国として独立、国号を西アフリカ最初の大王国であったガーナ王国にちなんでガーナと名づけ、エンクルマは初代ガーナ共和国首相に就任した。

## 独立後

### 外交
エンクルマは政権の座に就くと、何よりもまずパン・アフリカ主義のもとアフリカ諸国の独立支援と国家間の連帯に力を入れた。まず同志であるパドモアをガーナへと招聘し、外交政策におけるブレーンとした。パドモアは1959年に死去するまでガーナにとどまった。1958年4月には、少数白人が支配するアパルトヘイト体制下の南アフリカ連邦を除く当時のアフリカの全独立国家8カ国（エジプト、リビア、チュニジア、モロッコ、スーダン、エチオピア、リベリア、ガーナ）の首脳をアクラに招き、アフリカ独立諸国会議（CIAS)を開催した。1958年10月にギニアがフランスと対立して独立した際には借款を与えて支援を行った。同じくパン・アフリカ主義を唱えるギニアの指導者セク・トゥーレとは協力関係を深め、11月にアフリカ諸国連合を結成して統合の度を深めた。さらに1958年12月、未独立地域も含めたアフリカ各地の指導者を首都アクラに集め、パドモアと共に全アフリカ人民会議（AAPC)を開催し、パトリス・ルムンバらに大きな影響を与えた。またアフリカを統一国家とするアフリカ合衆国の構想も謳われた。しかし、1960年1月チュニジアで開かれた第二回会議では、独立要求こそ謳われたが、アフリカ統一に関する議論はほとんど行なわれなかった。
1960年のアフリカの年を皮切りに、アフリカには多くの新独立国が誕生したが、アフリカ統一をめぐって大きく2つのグループに分かれるようになった。ガーナやギニア、マリ、モロッコといったアフリカ統一と社会主義を基本とするグループは、1961年1月に独立戦争中のアルジェリアを含めカサブランカ-アフリカ憲章を採択し、カサブランカ・グループを形成した。これにより、モンロビア・グループ（緩やかな統合と欧米との友好を基本とする、リベリアや、コートジボワールをはじめとする旧フランス植民地のほとんどや、ナイジェリアなど）と対立した。マリ連邦崩壊後、やはりパンアフリカニストのモディボ・ケイタ率いるマリ共和国と、ガーナ・ギニアは関係を深め、1961年4月にはアフリカ諸国連合にマリが加盟する。しかし新独立国家群の大半は欧米との友好関係を重視するモンロビア・グループに属した。また、1961年のコンゴ動乱では、パトリス・ルムンバを支援するカサブランカ・グループと、欧米寄りの姿勢をとるモンロビア・グループの間で対立が激化した。やがてエチオピアのハイレ・セラシエ1世の介入で両者は和解し、1963年にはアジスアベバで折衝案を盛り込んだアフリカ統一機構（OAU）が設立された。かくして、アフリカ諸国の相互援助が謳われた反面で、アフリカの政治的統一という考え方は後退していった。
1961年には、W・E・B・デュボイスをガーナに招き、エンサイクロペディア・アフリカーナの編纂を依頼した。デュボイスはガーナへと帰化し、1963年に亡くなるまでガーナに住んだ。また、非同盟主義をかかげるインドのジャワハルラール・ネルーやユーゴスラビアのチトーとも協力関係をとり、1961年9月にベオグラードで開かれた第一回非同盟諸国首脳会議にも参加して非同盟主義の主唱者のひとりとなった。1962年には、共産主義者としてソヴィエト連邦よりレーニン平和賞が贈られている。1965年10月21日にはアフリカ統一機構の第3代議長に就任したが、クーデター（後述）によって1966年2月24日にその職を離れた。
このようにエンクルマは植民地支配を受ける地域や独立間もない国家への支援を積極的に行ったが、これは内政の停滞を招き、結果的にゴールドコースト時代、アフリカで最も先進的だったガーナの財政を傾ける原因の一つとなった。

### 内政
内政においては中央集権を進め、各地の伝統首長や地方勢力と対立した。地方勢力や伝統首長層を制肘するため、1957年に独立するとすぐに差別廃止法が制定され、人種、出身、宗教を基盤とする政党は結成を禁止された。これは、エンクルマの与党である会議人民党が全国的な組織を持つのに対し、主要野党である国民解放運動は旧アシャンティ王国を基盤とし、トーゴランド会議が旧トーゴランド国連信託統治領のエウェ人を、北部人民党が北部の首長層を、ムスリム協会党がイスラム教徒を基盤としたため、与党にとって有利な法律であった。また、伝統首長に就任するには会議人民党の承認が必要になり、さらに伝統首長のポストはこの時代に大増設され、会議人民党に従順なもののみが就任を許された。これによりかつてゴールドコースト政界の主導権を握っていた伝統首長層の政治力は大幅に削減された。さらにカカオの栽培と金の産出によって国内で最も富み、王国の歴史があって独立心が強く、反エンクルマの傾向の強い有力州アシャンティ州については、アシャンティ人に従属していた州北部のブロン人とアハホ人を説得し、1958年にブロング＝アハフォ州として独立させることで州の力を削いだ。
これに対し、野党は団結して統一党を結成し、ダンカとブシアを指導者としてエンクルマに対抗したが、エンクルマは1958年に予防拘禁法を国会で通過させた。これは裁判無しでの投獄を可能とするもので、これによって統一党の主導者層は軒並み逮捕され、1964年にダンカは獄死、ブシアはイギリスへの亡命を余儀なくされた。これによって対抗者を権力で抑圧し、エンクルマ政権は独裁化の道を歩み始める。1960年7月には共和制を採用し、エンクルマは初代大統領に就任した。こののちも独裁化は止まらず、1961年には物価の高騰や賃金への不満によってデモを起こした工場労働者たちを逮捕し、デモを禁止してしまった。政権を取るまではデモ戦術を多用し利用したエンクルマが、政権を奪取した後に一転してそれを弾圧したことは、支持者の間に深刻な不満を募らせることとなった。1962年の8月と9月にはエンクルマの暗殺未遂が起こっている。これによって不安を感じたエンクルマは、軍とは別個の組織として大統領警護隊を組織したが、これは第2の軍の成立に不満を持った正規軍との間に不和を生じさせる原因となった。このころには大統領官邸は鉄条網に囲まれた上に厳重な警戒のもとに置かれるようになっていた。さらにエンクルマは個人崇拝を強制するようになり、また暗殺を恐れて会議などでは必ず壁を背にして座るようになった。1964年1月にはついに野党を禁止する法案と、高等裁判所の判事を大統領が解雇できる法案が国民投票にかけられ、90%以上の賛成票で可決されることにより三権分立が完全に失われるとともに、ガーナは一党独裁制国家となった。

### 経済

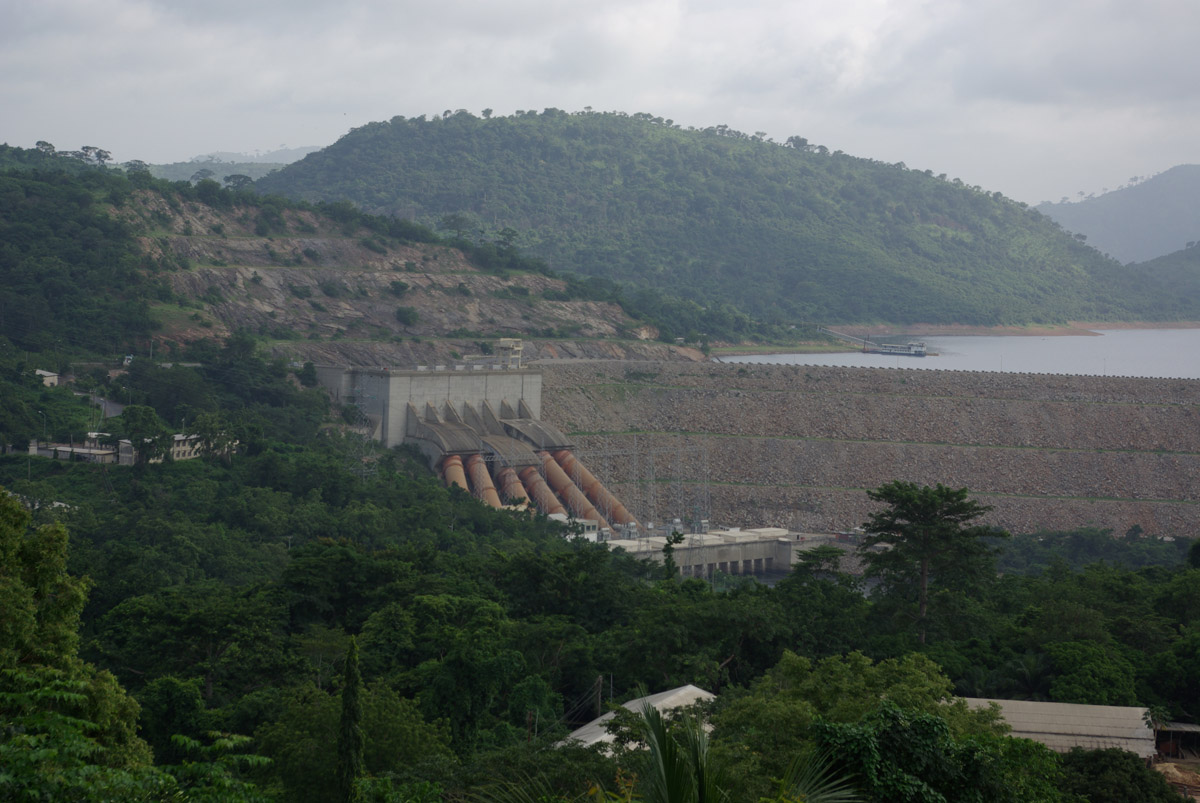
アコソンボダム。エンクルマ政権下の大型プロジェクトであり、1966年に完成した

エンクルマは独立と同時に、後にアフリカ系初のノーベル経済学賞受賞者となるアーサー・ルイスを招聘し経済顧問とした。しかし、独立小農の育成支援による農業革命を目指すルイスと都市と工業化を重視するエンクルマとは意見が合わず、翌1958年にはルイスはガーナを去り、以後経済政策においてエンクルマを制肘できる者はいなくなった。
エンクルマ政権はアフリカ社会主義を掲げており、また上記のアシャンティ系との確執もあって、カカオのモノカルチャー経済からの脱却を掲げ、そのために急速な工業化を進めることによって工業をカカオに代わる経済の柱にしようとした。そのため経済政策は、巨大プロジェクトの推進や機械化された大規模集団農場の設立、政府系企業の設立などを中心とした国家主導型の開発政策をとった。ヴォルタ川に巨大なアコソンボダムで世界最大の人造湖ヴォルタ湖をつくり、その電力によってテマに建設されたアルミニウム精錬工場などのコンビナートを稼動させ、また周辺諸国に余剰電力を売却して外貨を得るという計画は、1962年1月に着工し、1966年に建設及び稼動には成功したものの予想を下回る成果しか得られなかった。しかし、この計画はエンクルマ政権のプロジェクトの中で最も成功した部類に入る。工業化を目指して設立された政府系企業は機能せず、会議人民党に近い人々が利権を貪る場となった。これは、ガーナには自立した独立小農は多かったものの、企業家層および技術者が絶対的に不足しており、工業化を推進する条件が整っていなかったことによる。集団農場政策も失敗に終わった。カカオはもともと小規模農家でも充分に採算が取れる作物であり、集団化させる必然性に乏しい。そのうえ国営農場は非常に非効率であり、機械化に要した費用も経済の重荷となった。さらに経済の自立を図り、国内経済への外国資本の介入を防ぐためにエンクルマは外国企業の国内への直接投資を認めなかったが、これにより国内開発を進める民間資本を海外から導入することさえ不可能になった。
一方、独立前のゴールドコースト経済を支えていた独立小農に対しては、ほとんど支援を与えず、逆に彼らの犠牲の元で経済成長を進める方針を採った。この方針を可能にしたのが、1947年に設立されたカカオ・マーケティング・ボード（カカオ流通公社）である。この機構はゴールドコーストで生産されたカカオをすべて買い取り輸出するために設けられたものであり、本来はそれによってカカオの価格変動を抑え安定した収入をカカオ農家にもたらすためのものであった。しかし、エンクルマは政権の座に就くとこのカカオ買取価格を低く抑え、差額を国家の収入として積極的に活用し始めた。すでに独立以前、1954年にはカカオの生産者価格を凍結する法案を植民地議会に提出し、可決させている。これはカカオの主要生産者であったアシャンティ人の態度を硬化させることにもつながり、1956年の選挙において価格引き上げがブシアやダンカの選挙スローガンともなったが、他地方の票によってこの主張は敗れ去ってしまった。このことは、ガーナ経済の最大の強みであった意欲ある独立小農の意欲を大幅に減退させた。集団農場の失敗と独立小農の失望によりカカオの生産高は減少し、それとともにガーナ経済も衰退していった。外貨準備は1957年に2億イギリス・ポンドあり、負債は2000万ポンドに過ぎなかったが、1965年には外貨準備は0に、負債は4億イギリス・ポンドに達した。この経済混乱はエンクルマ失脚後にも尾を引き、1960年から1979年までのガーナ経済の年平均経済成長率は-0.8%となり、独立直後と比べて大幅に経済が縮小した。
こうした動きによって欧米諸国のガーナへの援助が滞るようになると、エンクルマはもともとのアフリカ社会主義思想をさらに急進化させ、ソヴィエト連邦や中華人民共和国といった社会主義国に接近するようになった。しかしこの動きはアメリカや西側諸国をさらに反発させることにつながった。

### その他

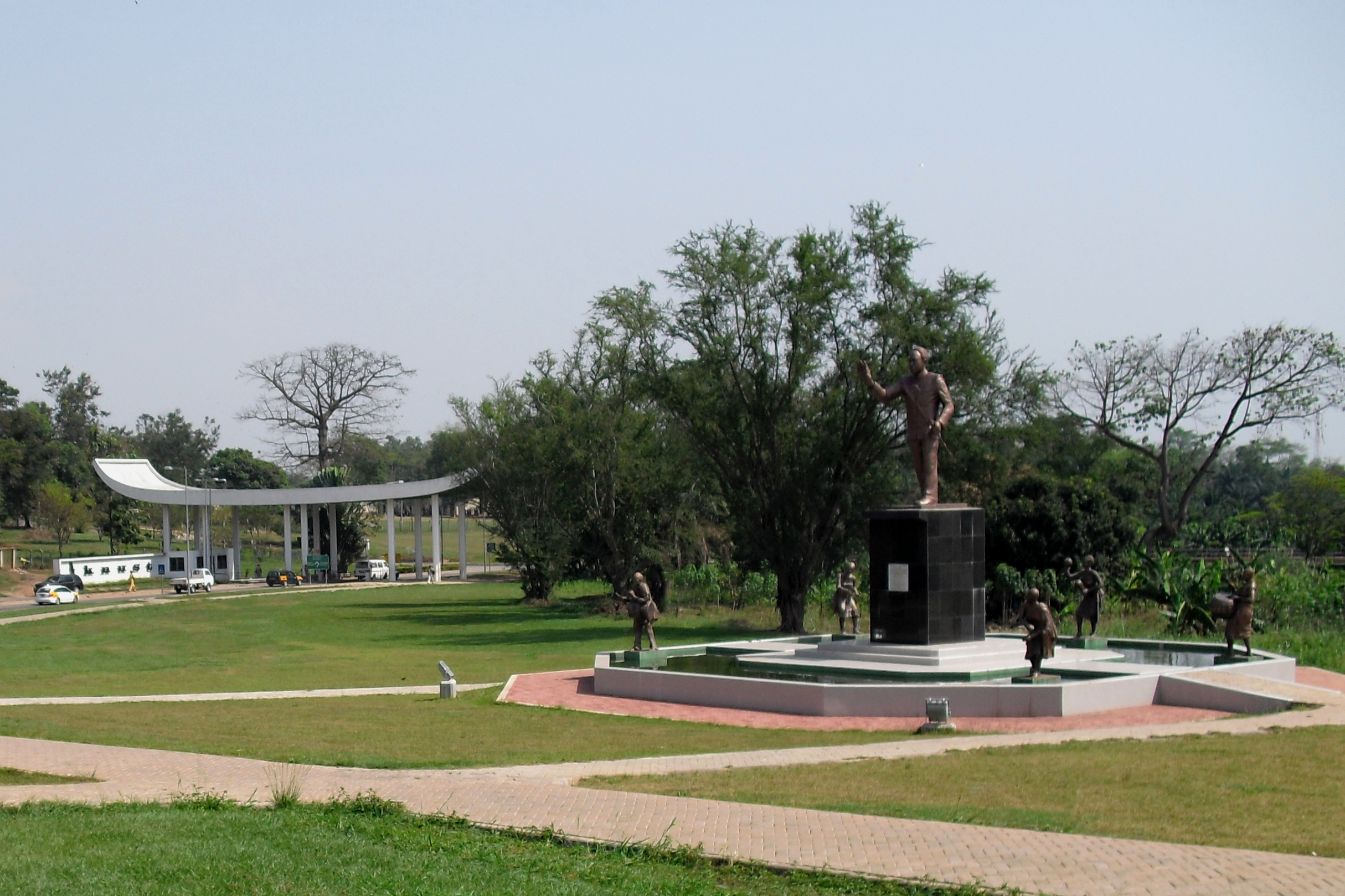
クワメ・エンクルマ科学技術大学正門前にあるエンクルマ像と記念公園

軍事においては、ゴールドコースト植民地軍であった王立西アフリカ前線軍を引き継いでガーナ軍を設立し、1958年に国家安全保障委員会を設立して軍を積極的に拡張した。軍内においてはほかの公務員と同じく急速なアフリカ人化を進め、独立前の1956年には将校団212名中イギリス人が184名、ガーナ人が28名であったのが、1961年にはすべてのイギリス人将校が解雇され、将校団はすべてガーナ人に置き換えられた。エンクルマ政権の独裁化にともない軍は大きな力を持つようになったが、上記のように暗殺未遂が多発する中でエンクルマは大統領警護隊の設置と拡張に踏み切るとともに軍内の粛清を始めたため、軍内の反エンクルマ勢力が急速に力をつけ、1966年のクーデターにつながることとなった。
教育においては、クマシにおかれていたクマシ工科カレッジを改組し、1961年8月22日にクマシにてクワメ・エンクルマ科学技術大学(KNUST)を開校した。
通貨においては、独立以前の西アフリカ・ポンドを1958年に独自通貨であるガーナ・ポンドへと変更した。その後、1965年には十進法化を目的として再び通貨改革を行い、新通貨セディが導入された。

## 失脚と死

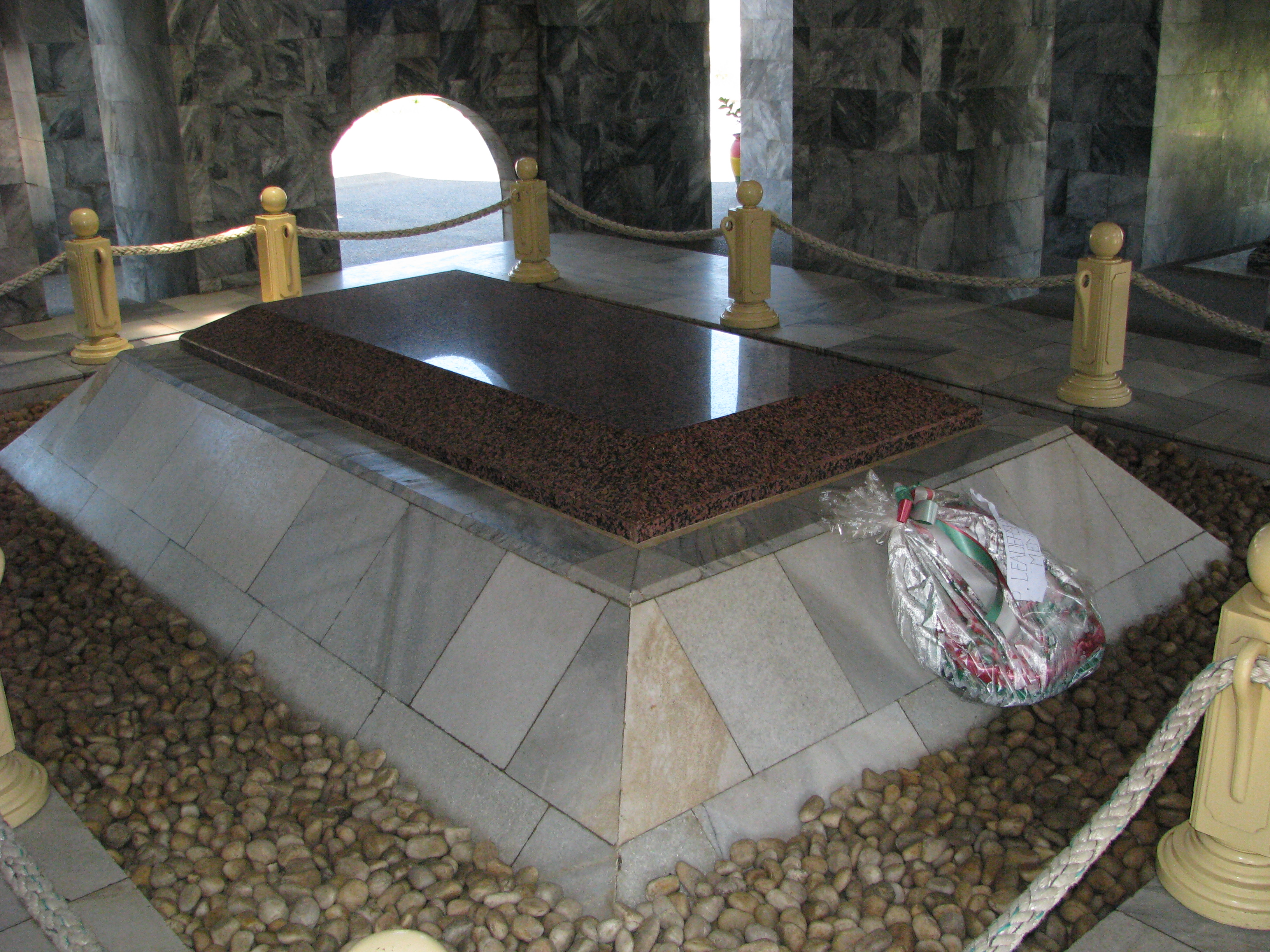
エンクルマ記念碑内にあるエンクルマの墓

1966年2月24日、北京へ訪問中に、CIAに支援されたエマヌエル・コトカ大佐とアクワシ・アフリファ少佐による軍事クーデターが起こり、外遊先の中国にもクーデターの情報は入るも周恩来はエンクルマを国賓待遇で取り計らった。滞在先の中国でクーデターを知ったエンクルマは新政府を非難し、アフリカ諸国連合時代から親交のあったセク・トゥーレ率いるギニアへの亡命を余儀なくされた。トゥーレはギニアの共同大統領にエンクルマを任命した。エンクルマが亡命したのちのアクラでは彼の著書が燃やされ、銅像も打ち倒された。ギニアでは賓客として遇され、回顧録の執筆やバラの栽培などをして過ごした。そして亡命から6年後の1972年4月27日、療養のため訪れたルーマニアのブカレストで癌により病死した。遺体は出生地であるンクロフルに埋葬するためガーナへと送り返され、当時の国家元首であるイグナティウス・アチャンポンほか2万人が葬儀に参列した。
エンクルマ失脚後、1969年には選挙と民政移管が行われ、エンクルマの政敵であったコフィ・ブシアが大統領となったが、このときの選挙ではエンクルマの与党であった会議人民党の要職にいたものは選挙資格を剥奪されていた。1972年にはブシア政権も倒れ、軍事政権が幾度か交代した後、1979年にジェリー・ローリングスのクーデターによって再び民政移管が行われ、エンクルマ派の人民国家党のヒラ・リマンが大統領となったが、失政を重ねて1981年にローリングスが再びクーデターを起こして軍事政権となった。ローリングス時代にエンクルマ派は分裂を重ねて弱体化し、再び民主化された1996年の選挙においては全派あわせて6議席しかとれず、新愛国党と国民民主会議の二大政党制が定着する中でエンクルマ派は埋没していった。

## 理論と政治スタイル

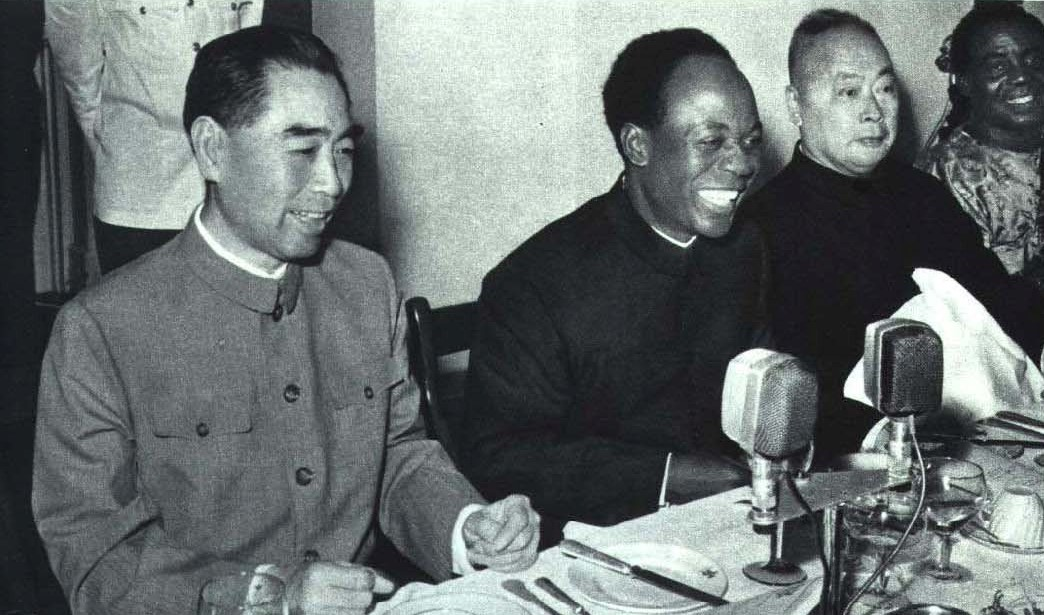
エンクルマと周恩来（1964年）

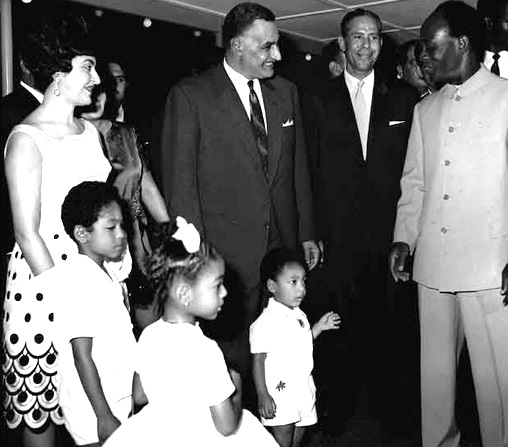
エンクルマとナセル（1965年）

エンクルマの政治スタイルは、自らの雄弁を武器とした大衆動員的なものであった。この雄弁によって大衆的・国民的人気を得たエンクルマは、国内の特定の民族グループに頼らない、イデオロギーに基づいた政治を志向することができた。これに対し、政敵であるJ.B.ダンカやコフィ・ブシアなどは最大民族アカン人の、さらに最大のサブグループであるアシャンティ人に立脚していたため、他民族の支持を糾合してエンクルマは常に優位に立つことができた。
政治理論としては、パン・アフリカ主義最大のイデオローグの一人であり、アフリカ社会主義に基づく社会建設を目指し、アメリカの公民権運動指導者であるW・E・B・デュボイスをガーナに招いてエンサイクロペディア・アフリカーナを編纂させた。また、新植民地主義の命名者であり、最初の提唱者の一人として知られる。その著書である「新植民地主義」（1965年）において、レーニンの帝国主義論の影響を受けながらこの思想の基本を定義した。
外交面では非同盟主義の中心人物の一人であり、その連帯と強化を図り、訪中した際に中国の周恩来から贈られた特注の人民服をアフリカの伝統的な民族衣装とともに外遊などの際に愛用した。また、エジプトのガマール・アブドゥル＝ナーセルとも親交を深め、エジプトのコプト出身の妻ファティア・エンクルマとの間に生まれた子供にガマールと名付けた。

## 評価
21世紀に入った現在、ガーナ国内におけるエンクルマの評価は2つに分かれている。ガーナ独立の英雄として、建国の父として若い世代中心に人気が高い一方、エンクルマ時代を経験した世代には経済の混乱や独裁政治によってあまりいいイメージをもっていないものも多い。
エンクルマの墓は出生地である沿岸部のンクロフル村にあるが、遺骨は首都アクラへと移され、アクラ中心部に巨大なクワメ・エンクルマ廟が建設されてそこに安置されている。
ガーナの独自通貨として1965年にセディが導入された時には、すべての硬貨と最高額の1000セディ札を除くすべての紙幣にエンクルマの肖像が使用されていたが、1967年に発行された紙幣では失脚に伴いすべてデザインから排除された。その後、1998年に10000セディ札が発行されると、ガーナ独立の6偉人（ビッグ・シックス。エンクルマ、エマニュエル・オベツェビ＝ランプティ、J.B.ダンカ、エドワード・アクフォ＝アド、ウィリアム・オフォリ＝アタ、エベネゼル・アコ=アジェイ）の一人として、集合像の中で復活した。2007年にセディのデノミが行われると、すべての紙幣（1,5,10,20,50）セディ紙幣に6偉人像が使用された。さらに2010年、新しく発行された2セディ紙幣には単独の肖像が使用されることとなった。
エチオピアのアディスアベバに中国の支援で建設された現在のアフリカ連合本部前には金色のエンクルマの像が配置されている。

## 著作
- "Negro History: European Government in Africa," The Lincolnian,1938年4月12日, p. 2 (Lincoln University, Pennsylvania) - see Special Collections and Archives, Lincoln University
- Ghana: The Autobiography of Kwame Nkrumah (1957年) ISBN 0-901787-60-4　日本語訳：「わが祖国への自伝」(新しい人間双書) 野間寛二郎訳　理論社　1960年12月
- Africa Must Unite (1963年) ISBN 0-901787-13-2　日本語訳：「アフリカは統一する」(新しい人間双書)  野間寛二郎訳　理論社　1964年
- African Personality (1963年)
- Neo-Colonialism: the Last Stage of Imperialism(1965) ISBN 0-901787-23-X　日本語訳：「新植民地主義」（エンクルマ選集）家正治、松井芳郎訳　理論社　1971年
- Axioms of Kwame Nkrumah (1967年) ISBN 0-901787-54-X
- African Socialism Revisited (1967年)
- Voice From Conakry (1967年) ISBN 90-17-87027-3
- Dark Days in Ghana (1968年) ISBN 0-7178-0046-6
- Handbook of Revolutionary Warfare (1968年) - first introduction of Pan-African pellet compass ISBN 0-7178-0226-4
- Consciencism: Philosophy and Ideology for De-Colonisation (1970年) ISBN 0-901787-11-6
- Class Struggle in Africa (1970年) ISBN 0-901787-12-4
- The Struggle Continues (1973年) ISBN 0-901787-41-8
- I Speak of Freedom (1973年) ISBN 0-901787-14-0
- Revolutionary Path (1973年) ISBN 0-901787-22-1
- 『解放運動と武力闘争』（エンクルマ選集）野間寛二郎訳　理論社　1971年
- 『自由のための自由』(新しい人間双書) 野間寛二郎訳　理論社　1962年